# Handheld PC

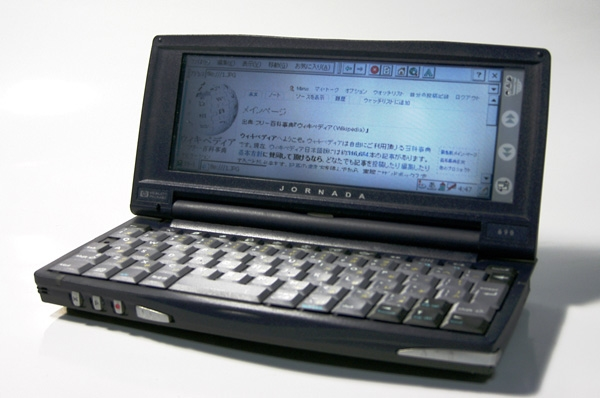
HP Jornada 690

Handheld PC (англ. «Персональний комп'ютер, що утримується в руці») — клавіатурний кишеньковий персональний комп'ютер, виконаний в розкладному або розсувному форм-факторі, а так само назва програмної платформи Microsoft для даного типу пристроїв. Handheld PC виглядає як зменшений ноутбук, його можна покласти на одну долоню і друкувати на клавіатурі іншою рукою. Також можуть оснащуватися сенсорним екраном. Як правило мають енергоефективні процесори ARM і MIPS[джерело?], операційною системою є як правило Windows CE, або спеціалізована ОС на основі GNU/Linux. Handheld PC займають проміжне положення між ноутбуками та кишеньковими ПК, їх розміри звичайно не дозволяють вважати дані пристрою «кишеньковими», але за функціональністю і габаритами вони не можуть вважатися повноцінними ноутбуками (хоча в кінці 90-х років XX століття зустрічалися моделі, близькі за розмірами до деяких ноутбуків). 
В англійській мові як синонім словосполучення «Handheld PC» іноді використовується термін «Palmtop», який спочатку був назвою серії клавіатурних КПК компанії Hewlett-Packard. Термін «Handheld» в англійській мові часто використовується щодо будь-яких мобільних пристроїв, для повноцінної роботи з якими не потрібна додаткова точка опори (мобільні телефони, смартфони, всі види КПК, портативні ігрові приставки і т. п.).

## Історія

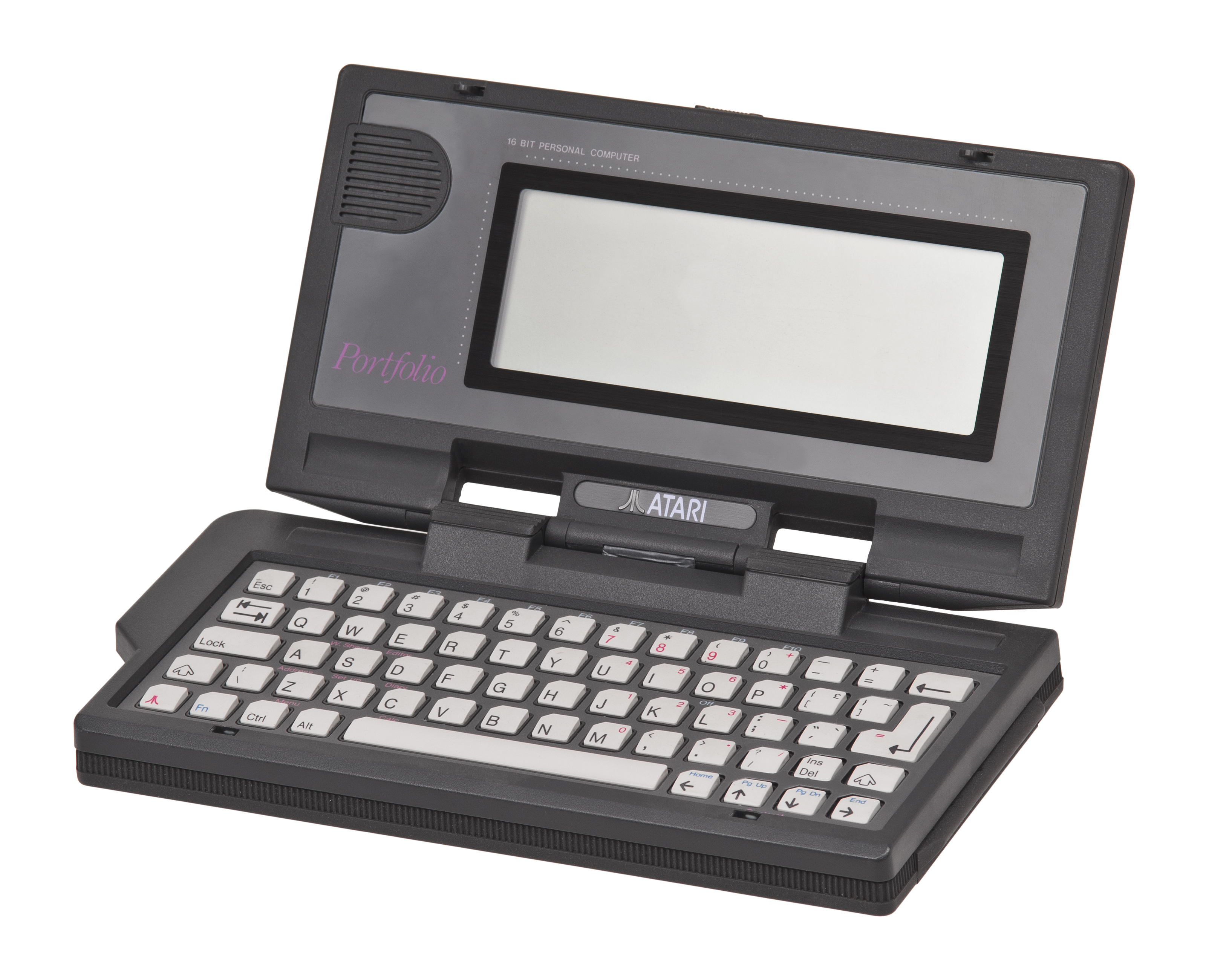
Atari Portfolio

Першим в історії КПК вважається Atari Portfolio, що з'явився в 1989. Виконаний цей КПК був у форматі Handheld PC. На початку 90-х років XX століття найбільш популярними і поширеними були саме клавіатурні КПК, такі як Psion Series 3 під керуванням операційної системи EPOC й пристрої Hewlett-Packard з DOS (HP 95LX, HP 100LX і деякі інші). Конкуренцію клавіатурним КПК практично поодинці становили пристрою Apple Newton (випускалися з 1993), виконані у форм-факторі близькому до сучасних КПК. Розмір діагоналі екрана всіх тодішніх КПК був близько 5 дюймів (130 мм). 
У 1995 компанія Hewlett-Packard випускає клавіатурний КПК HP OmniGo 100 з сенсорним екраном і ОС GEOS 2.0. Однак даний пристрій, як і наступна модель HP OmniGo 120 не мав особливого успіху. 
У 1996 компанія Nokia випускає гібридний пристрій — Nokia 9000 Communicator. Цей апарат поєднував в собі функціональність КПК і мобільного телефону і вважається першим комунікатором. Серія комунікаторів Nokia була згодом продовжена, аж досі дані пристрої виконуються у форматі клавіатурних КПК. У тому ж 1996 році Microsoft випускає першу версію ОС для мобільних пристроїв — Windows CE 1.0 і платформу Handheld PC 1.0 на її основі. На цій платформі виходять перші пристрої (наприклад HP 300LX / 320LX, Casio Cassiopeia A10 та інші). В цей же час з'являються перші безклавіатурного пристрої на базі Palm OS, що визначили розвиток ринку КПК на багато років вперед. 
У 1997—1999 роках було випущено досить багато клавіатурних КПК на базі різних версій Windows CE для Handheld PC (HP Palmtop і Jornada, Compaq PC Companion, NEC MobilePro, LG Phenom і ряд інших). У сегменті Handheld PC дані моделі конкурували з досить популярними КПК Psion Series 5. Однак частка подібних пристроїв на ринку була досить мала. Клавіатурні ПК були досить потужними, мали великі можливості з розширення функціональності (PCMCIA і роз'єм для карт пам'яті), дозвіл екрана становило 480 x 240 пікселів і вище, часто зустрічалися моделі з кольоровим сенсорним екраном. Однак велика вага і габарити були найсерйознішими недоліками Handheld PC, конкурувати на рівних з легкими і компактними пристроями під керуванням Palm OS вони не могли, тому залишалися нішовими пристроями для технічно просунутих користувачів. Для конкуренції з безклавіатурними пристроями компанія Microsoft випустила платформу Palm-size PC, яка поступово набирала популярність. 
У 2000 корпорація Microsoft на базі Windows CE випускає останню платформу для клавіатурних ПК на базі Windows CE 3.0 — Handheld PC 2000 і зосереджує зусилля на розвитку платформи Pocket PC для безклавіатурних пристроїв. Компанія Psion випустила останні моделі своїх клавіатурних КПК — Psion Revo Plus і Psion Series 7. 
Після 2000 року сегмент handheld PC практично перестав розвиватися. Нові моделі під керуванням Windows CE виходили, але про скільки-небудь масовому випуску не було й мови. Одними з останніх популярних пристроїв були: NEC MobilePro 900, Psion Teklogix netBook Pro і, з певними застереженнями, Samsung NEXiO XP40. З актуальних на сьогодні пристроїв, handheld PC можна вважати деякі комунікатори (Nokia E90, Toshiba Portege G910, Motorola Accompli 009), а також, з великою натяжкою, портативну ігрову приставку Nintendo DS. 
Восени 2008 року деякими китайськими виробниками були представлені «нетбуки» з діагоналлю екрана 7,1 дюйма (18 см) на базі процесорів ARM під керуванням ОС Windows CE[джерело?] і Linux[джерело?]. Використання ARM-процесора і відповідних ОС відносить ці пристрої швидше до класу Handheld PC, ніж нетбуків.

## Платформа Microsoft Handheld PC

### Handheld PC 1.0 (Windows CE 1.0)
Найперша версія Windows CE була розрахована саме на сегмент клавіатурних КПК. Вона вийшла в листопаді 1996 року і, на ті часи, була досить вимоглива до апаратного забезпечення (мінімальний обсяг оперативної пам'яті становив 2 Мб) і підтримувала тільки процесори архітектури SuperH і MIPS. Незважаючи на недоліки, провідні виробники, такі як Hewlett-Packard, Compaq, NEC, Casio і інші, підтримали даний напрямок і випустили цілу низку пристроїв під керуванням нової операційної системи. 
Типові характеристики пристроїв з операційною системою Windows CE 1.0: 
- Процесор: SH3 з частотою 40-44 МГц або MIPS з частотою 33-36 МГц
- Постійна пам'ять: від 4 до 8 Мб
- Оперативна пам'ять: від 2 до 8 Мб
- Тип екрану: сенсорний, монохромний (4 градації сірого)
- Розмір діагоналі і роздільна здатність екрану: 5,1 дюйма (130 мм) з роздільною здатністю 480x240 пікселів, деякі моделі оснащені екранами з розміром діагоналі 6,6 дюйма (197 мм) і роздільною здатністю 640x240 пікселів.
- Вага: від 380 до 440 грам

### Handheld PC 2.0 (Windows CE 2.0)
Друга версія Windows CE вийшла в 1997 і була істотно перероблена. Вона стала більш гнучкою і дозволяла випускати на її основі платформи для різних пристроїв. Так, крім Handheld PC 2.0, була випущена платформа для безклавіатурного КПК Palm-Size PC 1.0 і платформа для автомобільних комп'ютерів. Що стосується клавіатурних КПК, то для пристроїв, що працюють під керуванням Handheld PC 2.0 фактично стандартним стала роздільна здатність екрана 640x200, з'явилися моделі з кольоровим дисплеєм (256 кольорів). З'явився цілий ряд пристроїв з розміром екрана понад 7 дюймів (178 мм). 

### Handheld PC 3.0 Professional Edition (Windows CE 2.11)
Handheld PC 3.0 — оновлена платформа клавіатурних КПК, вийшла у вересні 1998. Завдяки тому що в ядрі Windows CE 2.11 була значно розширена підтримка різних архітектур процесорів, з'явилися пристрої на базі процесорів з архітектурою ARM. Сегмент Handheld PC розділився на дві групи: до першої увійшли традиційні клавіатурні КПК з розміром екрану 640x240, а другу групу утворили пристрої за розмірами і функціональності максимально наближені до субноутбука. Handheld PC з другої групи (Sharp Telios, HP Jornada 820, Samsung eGO-note, Compaq Aero 8000, NEC MobilePro 800 і деякі інші) можна віднести до попередників нетбуків (розмір екрану окремих моделей досягав 10 дюймів (254 мм)). 
Згодом з'явилася версія Handheld PC 3.01 Professional Edition, на якій вийшло не так багато пристроїв. Будь-який пристрій на базі Handheld PC 3.0 можна було оновити до нової версії. 

### Handheld PC 2000 (Windows CE 3.0)
У зв'язку з обмеженим успіхом пристроїв типу handheld PC компанія Microsoft зосередилася на розробці платформи Pocket PC для безклавіатурного КПК, представленої в квітні 2000, а операційна система Handheld PC 2000 була представлена лише у вересні 2000 і позиціонувалася як платформа для корпоративного сектора. Клавіатурні КПК активно витіснялися безклавіатурними пристроями і на базі Hanheld PC 2000 було випущено досить мало моделей: HP Jornada 720 та модифікації, а також пристрої серій Sharp Telios і NEC MobilePro. Крім клавіатурних КПК під керуванням Handheld PC 2000 були випущені безклавіатурні бюджетні планшетні ПК, такі як Siemens SIMpad і ViewSonic ViewPad 100, і навіть комунікатори (CyberBank PC-EPhone[джерело?] і Samsung NEXiO S150[джерело?]).